# Сінка
Сінка (ісп. Cinca, кат. Cinca, араг. a Cinca) — річка на північному сході  Іспанії, найбільша притока річки  Сегре.

## Географія
Довжина — 170 км. Бере початок в центральній частині  Піренейських гір на висоті 2500 метрів над  рівнем моря. Тече в південному напрямку по території провінцій  Уеска та  Леріда. Впадає в Сегре на території муніципалітету Масалькореч.
Води Сінки використовуються для потреб сільського господарства.